# Джеймс Депарін
Джеймс Депарін (4 січня 1993) — філіппінський плавець.
Переможець Ігор Південно-Східної Азії 2019 року, призер 2017 року.